# St. Laurentius (Rumeltshausen)

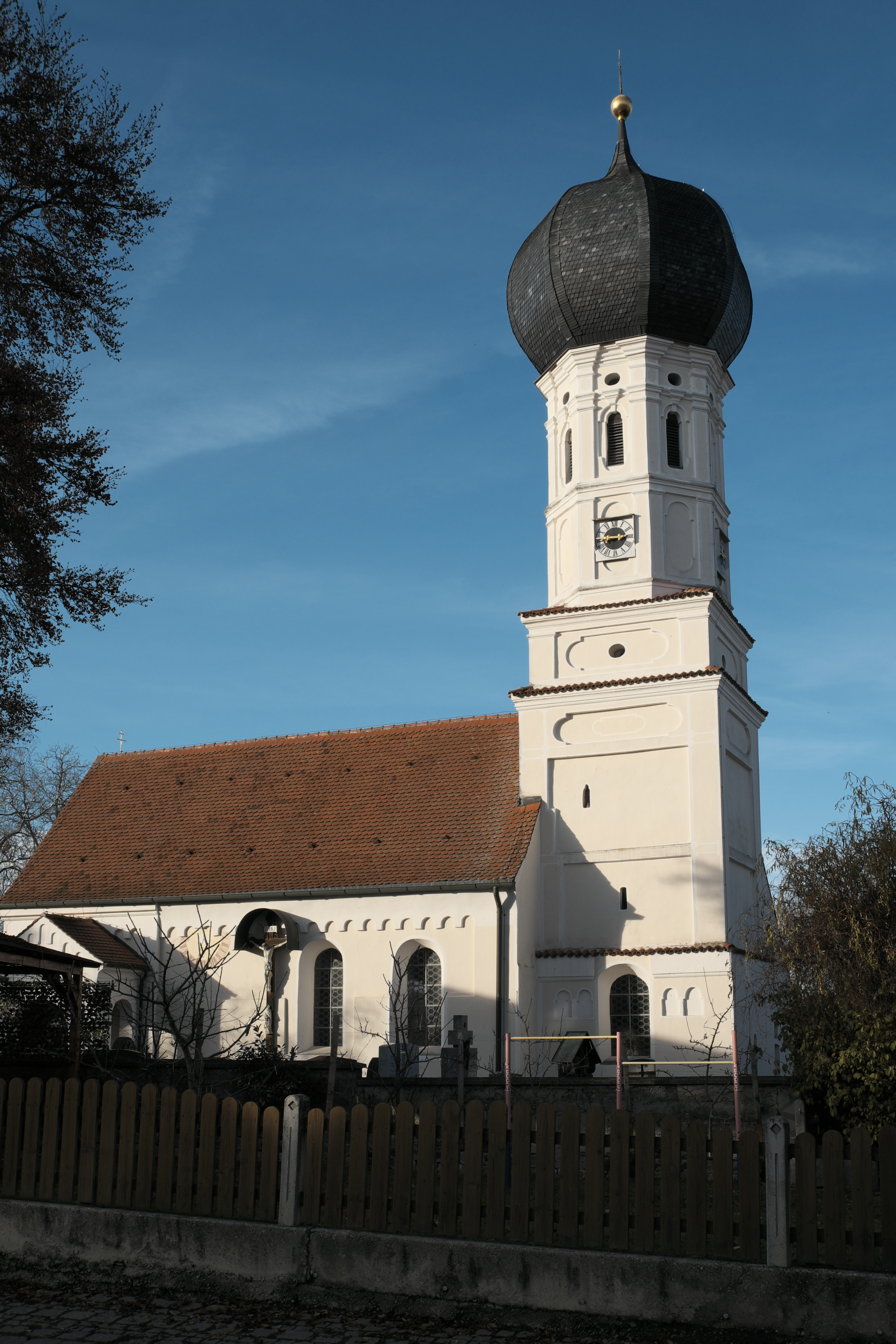
St. Laurentius in Rumeltshausen

Die römisch-katholische Filialkirche St. Laurentius steht in Rumeltshausen, einem Gemeindeteil von Schwabhausen im oberbayerischen Landkreis Dachau. Sie ist in der Liste der Baudenkmäler in Schwabhausen (Oberbayern) als Baudenkmal unter der Nr. D-1-74-143-26 eingetragen. Die Kirche gehört zum Dekanat Dachau im Erzbistum München und Freising.

## Beschreibung
Die im Kern romanische Saalkirche wurde 1670 und 1748 barock umgestaltet. Sie besteht aus dem 1868 nach Westen verlängerten Langhaus, dem Chorturm im Osten, der Sakristei an der Nordwand des Chorturms und einem Vorbau an der Südwand des Langhauses, in dem sich das Portal befindet. Der Chorturm wurde 1694 mit zwei achteckigen Geschossen aufgestockt, von denen das untere die Turmuhr und das obere den Glockenstuhl mit zwei Glocken enthält, und mit einer Zwiebelhaube bedeckt.
Der Innenraum des Langhauses ist mit einer Flachdecke überspannt, der des Chors im Erdgeschoss des Chorturms mit einem Kreuzgewölbe. Die Fresken und der Stuck im Langhaus wurden 1748 eingebracht. Der Hochaltar aus dem späten 17. Jahrhundert wird von den Skulpturen des Laurentius von Rom und des heiligen Sebastian flankiert. 

## Orgel

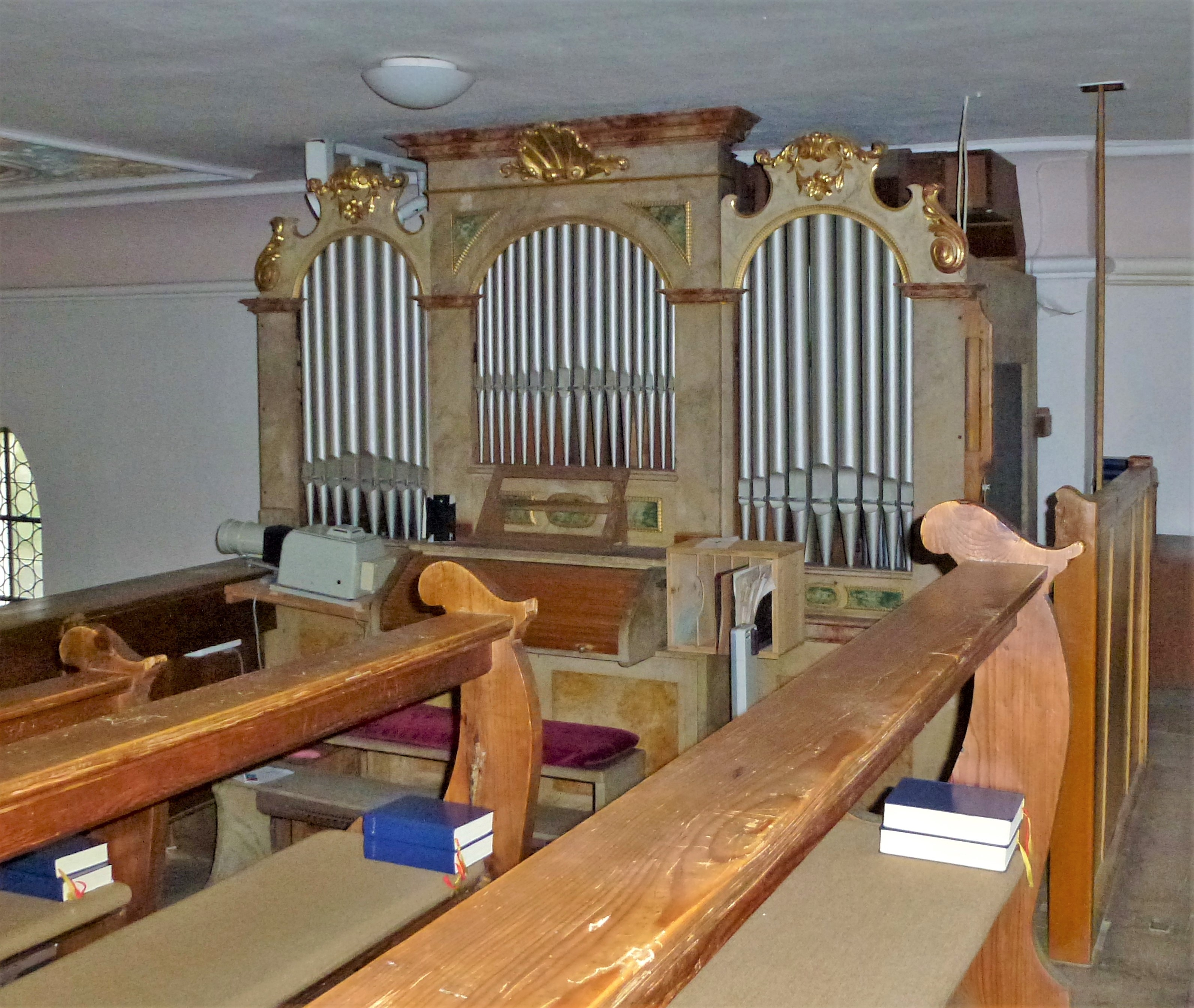
Orgel

Die pneumatische Kegelladen-Orgel mit sechs Registern auf einem Manual und Pedal mit neubarockem Prospekt wurde 1919 von Behler & Waldenmaier gebaut. Die Disposition lautet:
| Manual C–f3  |    |
| Principal    | 8′ |
| Salicional   | 8′ |
| Gedackt      | 8′ |
| Traversflöte | 4′ |
| Superoctav   | 2′ |

| Pedal C–d1 |     |
| Subbaß     | 16′ |

- Koppel: M/P, Superoktavkoppel